# Mūšos tyrelio miškas
Mūšos tyrelio miškas este o arie protejată (sit de importanță comunitară — SCI) din Lituania întinsă pe o suprafață de 1.675,6 ha, integral pe uscat.

## Localizare
Centrul sitului Mūšos tyrelio miškas este situat la coordonatele 56°12′51″N 23°13′27″E / 56.2143°N 23.2243°E.

## Înființare
Situl Mūšos tyrelio miškas a fost declarat sit de importanță comunitară în iunie 2005 pentru a proteja un număr necunoscut de specii din flora spontană și fauna sălbatică aflate în arealul zonei.

## Biodiversitate
Situată în ecoregiunea boreală, aria protejată conține 5 habitate naturale: Lacuri și iazuri distrofice naturale, Turbării active, Mlaștini turboase de tranziție și turbării mișcătoare, Păduri caducifoliate de mlaștină fino-scandinave, Mlaștini împădurite.
La baza desemnării sitului se află un număr nedeclarat de specii protejate.